# Chlorops mugivorus
Chlorops mugivorus är en tvåvingeart som beskrevs av Nishijima och Kanmiya 1975. Chlorops mugivorus ingår i släktet Chlorops och familjen fritflugor. Inga underarter finns listade i Catalogue of Life.